# Erixestus winnemana
Erixestus winnemana är en stekelart som beskrevs av Crawford 1910. Erixestus winnemana ingår i släktet Erixestus och familjen puppglanssteklar. Inga underarter finns listade i Catalogue of Life.